# Boor-11
Boor-11 of 11B is een stabiele isotoop van boor, een metalloïde. Het is een van de twee op Aarde voorkomende isotopen van het element, naast boor-10 (eveneens stabiel). De abundantie op Aarde bedraagt 80,1%.
Boor-11 ontstaat onder meer bij het radioactief verval van beryllium-11, beryllium-12 en koolstof-11.
6B · 7B · 8B · 9B · 10B · 11B · 12B · 13B · 14B · 15B · 16B · 17B · 18B · 19B · 20B · 21B